# Ad-Dimaniyat-Inseln
Die Ad-Dimaniyat-Inseln oder Daymaniyat-Inseln (arabisch جزر الديمانيّات Juzur ad Dīmānīyāt) sind eine kleine Inselkette rund 14 bis 17 Kilometer nördlich der al-Batina-Küste bei der Stadt Barka und der östlich sich anschließenden, bereits zum Gouvernement Maskat gehörigen Stadt Sib. Die Inselkette erstreckt sich über eine Länge von 22 Kilometern parallel zur Küste. Die neun unbewohnten Inseln haben zusammengenommen eine Fläche von 100 Hektar.

## Geographie
Die Inselkette lässt sich in drei Abschnitte gliedern, die deutlich voneinander abgesetzt sind.
Der östliche Abschnitt besteht nur aus der Insel Kharābah (خرابه) und einigen nahe gelegenen Felsen.
Der zentrale Abschnitt enthält sieben Inseln, von Ost nach West Hycoon (Huyoot), Al Qafsiyah, Jabal al Kabīr, (größte und Hauptinsel), Al Qurfah, Al Ghurfah (الغرفة), Al Lūmīyah, Qesmah (Kesmah, Qasmah). Qesmah ist die zweitgrößte und mit 25 Metern höchste Insel. Auf ihrem Gipfel steht ein Leuchtturm.
Der westliche Abschnitt besteht wieder nur aus einer Insel, Jazīrat Jūn, sowie einige Felsen in der Nähe.
Die Inseln und das umgebende Meeresgebiet mit einer Fläche von 203 km² sind ein Naturschutzgebiet (محمية جزر الديمانيات الطبيعية), das 1996 eingerichtet wurde.
Die Inseln sind weitgehend kahl, spärlich mit Vegetation bewachsen und ohne Süßwasservorkommen.
Sie sind in ökologischer Hinsicht von herausragender nationaler und regionaler Bedeutung. Sie beherbergen hohe Dichten einer Vielzahl von nistenden Seevögeln, und bis zu 400 Karettschildkröten nisten jährlich und repräsentieren möglicherweise die dichteste Kolonie der Welt für diese vom Aussterben bedrohte Art. Die Korallengemeinschaften und Riffe gehören zu den am besten entwickelten Korallenriffen und beherbergen mindestens eine endemische Art von Oman. Andere Arten, die routinemäßig innerhalb der Parkgrenzen gefunden werden, schließen andere Arten von Seeschildkröten, Walen und Seevögeln ein.
Der Zugang zu den Daymaniyats ist eingeschränkt, und von Anfang Mai bis Ende Oktober gilt ein Betretungsverbot. Die Inseln sind ein beliebtes Tauchrevier, mit 26 benannten Tauchplätzen.